# Supercoppa italiana 2004 (beach soccer)
La Supercoppa italiana 2004 si è disputata il 31 luglio 2004 a Marina di Massa. È stata la prima edizione di questo trofeo ed è stato istituito dalla FIGC.

## Partecipanti
| Squadre   | Qualificazione                      |
| --------- | ----------------------------------- |
| Catanzaro | Vincitore della Serie A 2003        |
| Salerno   | Qualificato dalla Coppa Italia 2003 |

## Tabellino
| Marina di Massa 31 luglio 2004 Finale                                                         | Catanzaro Beach Soccer | 2 – 2 (d.t.s.) referto | Salerno BS |  |
| \| \| \| \| \| Gentile , Regolo \| Marcatori \| Serrapede \| \| \| Tiri di rigore 2 – 0 \| \| |                        |                        |            |  |
|                                                                                               |                        |                        |            |  |
| Gentile , Regolo                                                                              | Marcatori              | Serrapede              |            |  |
|                                                                                               | Tiri di rigore 2 – 0   |                        |            |  |